# Andrea Navedo
Andrea Navedo (New York, 10 ottobre 1969) è un'attrice statunitense.
Nota interprete di soap opera, è conosciuta soprattutto per il ruolo di Xiomara nella serie televisiva Jane the Virgin, un ruolo che le è valso due Imagen Awards.
È sposata dal 2000 e ha due figli, Ava e Nico.

## Filmografia

### Attrice

#### Cinema
- Girl 6 - Sesso in linea (Girl 6), regia di Spike Lee (1996)
- Double Take, regia di George Gallo (2001)
- Washington Heights, regia di Alfredo De Villa (2002)
- El Cantante, regia di Leon Ichaso (2006)
- Remember Me, regia di Allen Coulter (2010)
- Last I Heard, regia di David Rodriguez (2010)
- Stereotypically Me, regia di Linda Nieves-Powell – cortometraggio (2010)
- Superfast & Superfurious (Superfast!), regia di Jason Friedberg e Aaron Seltzer (2015)
- Bright, regia di David Ayer (2017)
- Before I Go, regia di Eric Schaeffer (2021)
- Smile or Hug, regia di Paul Sprangers (2022)
- The Royal, regia di Marcel Sarmiento (2022)

#### Televisione
- Una vita da vivere (One Life to Live) – soap opera, 23 puntate (1995-1997)
- New York Undercover – serie TV, episodio 3x22 (1997)
- Sentieri (Guiding Light) – soap opera, 26 puntate (1999-2000)
- The District – serie TV, episodio 1x01 (2000)
- Law & Order - I due volti della giustizia (Law & Order) – serie TV, 24 episodi (2001-2004)
- Porn 'n Chicken, regia di Lawrence Trilling – film TV (2002)
- Law & Order: Criminal Intent – serie TV, episodio 7x17 (2008)
- Damages – serie TV, episodio 2x07 (2009)
- Blue Bloods – serie TV, episodi 1x10-1x21 (2010-2011)
- How to Make It in America – serie TV, 7 episodi (2011)
- White Collar – serie TV, episodio 4x02 (2012)
- Law & Order - Unità vittime speciali (Law & Order: Special Victims Unit) – serie TV, episodi 14x17-14x19-14x24 (2013)
- Golden Boy – serie TV, 4 episodi (2013)
- The Leftovers - Svaniti nel nulla (The Leftovers) – serie TV, episodio 1x01 (2014)
- Jane the Virgin – serie TV, 100 episodi (2014-2019)
- The Public Access Olympics – webserie, webisodi 1x01-1x02-1x03 (2016)
- Mrs. America – serie TV, episodi 1x08-1x09 (2020)
- The Good Fight – serie TV, episodi 4x02-4x03 (2020)
- Leverage: Redemption – serie TV, 4 episodi (2021)
- Un milione di piccole cose (A Million Little Things) – serie TV, 8 episodi (2021-2022)

### Doppiatrice
- Trollhunters - I racconti di Arcadia (Trollhunters: Tales of Arcadia) – serie animata, 10 episodi (2016-2018)
- Elena di Avalor (Elena of Avalor) – serie animata, 4 episodi (2017, 2019-2020)
- 3 in mezzo a noi - I racconti di Arcadia (3Below: Tales of Arcadia) – serie animata, episodio 2x07 (2019)

## Doppiatrici italiane
- Pinella Dragani in Law & Order - I due volti della giustizia
- Barbara Pitotti in How to Make It in America
- Daniela Calò in Jane the Virgin
- Gemma Donati in Superfast & Superfurious
- Emanuela D'Amico in Bright

Da doppiatrice è sostituita da:
- Alessandra Cassioli in Trollhunters - I racconti di Arcadia